# Хергеледжи Ибрахим
Ибрахим Махмут (1862 в Езерче, близо до Разград, Силистренски еялет – 1917 в Саръмеше, близо до Измит, вилает Истанбул),  с прякор Хергеледжи (на турски език се използва за човек, обяздващ коне), е пехливан (състезател по мазни борби) от времето на Османската империя. Той също се представя и като професионален борец .  Шампион на борбите в Къркпънар през 1914 г.